# Abdus Sattar
Abdus Sattar (bengalisch: আব্দুস সাত্তার, Ābdus Sāttār; * 1. März 1906 in Daraka / Bolpur im Distrikt Birbhum, heute Westbengalen; † 5. Oktober 1985 in Dhaka) war ein Politiker in Bangladesch. Er regierte den südasiatischen Staat als Präsident vom 30. Mai 1981 bis 24. März 1982.
Unter der Diktatur von Ziaur Rahman war er Vizepräsident. Dieser kam am 30. Mai 1981 bei einem blutigen Staatsstreich durch Abul Monjur ums Leben. Sattar gelang es aber wieder die Oberhand zu bekommen. Am 24. März wurde er dann durch den Militär Hossain Mohammad Ershad gestürzt, der als seine Marionette A. F. M. Ahsanuddin Chowdhury einsetzte.  